# Iron
Iron är en kommun i departementet Aisne i regionen Hauts-de-France i norra Frankrike. Kommunen ligger  i kantonen Guise som ligger i arrondissementet Vervins. År 2022 hade Iron 219 invånare.

## Befolkningsutveckling
Antalet invånare i kommunen Iron
Referens: INSEE